# Gynaephora groenlandica
Gynaephora groenlandica (лат.) — бабочка из семейства волнянок (Lymantriidae), известная тем, что жизненный цикл её гусеницы может длиться до 14 лет. Второй уникальной способностью гусениц данного вида является способность во время зимовок переживать температуры до −70 °C.

## Описание
Бабочки с толстым телом, короткими ногами. Грудь и брюшко густо покрыты волосковидными чешуйками. Хоботок редуцирован, бабочки не питаются. Усики двоякогребенчатые — у самца гребни значительно выше, чем у самки. Глаза голые.

## Ареал
Данный вид бабочки распространён за полярным кругом, в Гренландии и Канаде.

## Гусеница
Гусеницы уникальны сочетанием поразительных адаптаций к экстремальным полярным условиям. Обычно продолжительность жизненного цикла составляет до 7 лет. Однако, было подсчитано, что один раз жизненный цикл от яйца до имаго бабочки занял 14 лет, что является уникальным явлением среди чешуекрылых. Каждая возрастная стадия гусеницы занимает примерно один год. Вторая уникальная возможность гусениц данного вида заключается в том, что во время зимовок в стадии диапаузы они могут переживать температуру −60…−70 °C. При снижении температуры окружающей среды в конце арктического лета гусеницы начинают синтезировать защищающие от холода химические соединения, такие как глицерин, а также, например, бетаин. Они проводят около 90 % своей жизни в замёрзшем виде в диапаузе и лишь около 5 % — питаясь в тундре скудной растительностью в июне и июле.